# 古埃朗
古埃朗（法語：Gouhelans）是法国杜省的一个市镇，属于贝桑松区（Besançon）鲁热蒙县（Rougemont）。该市镇总面积6.17平方公里，2009年时的人口为115人。

## 人口
古埃朗人口变化图示